# Erich Trapp
Erich Trapp (* 5. Juni 1942 in Klosterneuburg bei Wien) ist ein österreichischer Byzantinist.

## Leben
Erich Trapp, Sohn von Elisabeth Trapp, geborene Kreindl, und des promovierten Geophysikers Erich Trapp, besuchte ein Gymnasium in Wien, wo er 1960 das Abitur erhielt. Er studierte von 1960 bis 1964 Klassische Philologie und Byzantinistik in Wien und wurde dort 1964 mit einer Edition der Dialoge mit einem Perser des Manuel II. Palaiologos als Dissertation promoviert. Von 1965 bis 1973 arbeitete er als wissenschaftlicher Angestellter bei der Kommission für Byzantinistik der Österreichischen Akademie der Wissenschaften. Er war evangelisch und ab 1968 mit Hilda Trapp verheiratet. Aus der Ehe stammt seine Tochter Monika. Nach einem Jahr als Universitätsdozent in Wien ging er 1973 als Wissenschaftlicher Rat und Professor an die Universität Bonn, wo er bis zu seiner Pensionierung 2008 die Byzantinistik vertrat. Seine Wohnstätte wurde St. Augustin bei Bonn. 1992 wurde er zum korrespondierenden Mitglied der Österreichischen Akademie der Wissenschaften gewählt. Die Universität Thessaloniki zeichnete ihn 1998 mit dem Goldenen Aristoteles aus. 2023 erhielt Trapp den Wilhelm-Hartel-Preis.
Zu seinen Forschungsschwerpunkten gehören die byzantinische Lexikographie, der Digenis Akritas und die Entwicklung vom Altgriechischen zum Neugriechischen. Als Herausgeber des Prosopographischen Lexikons der Palaiologenzeit (1976–1995) widmete er sich auch der Erforschung von Personen, die in spätbyzantinischen Urkunden und Schriften erwähnt sind.
Erich Trapp ist Initiator und Herausgeber des Lexikons zur byzantinischen Gräzität.

## Veröffentlichungen (Auswahl)
- als Hrsg.: Manuel II. Palaiologos, Dialoge mit einem „Perser“. Verlag Böhlau, Wien 1966, ISBN 3-7001-0965-2.
- als Hrsg.: Digenes Akrites. Synoptische Ausgabe der ältesten Versionen. Wien 1971, ISBN 3205031571.
- Prosopographisches Lexikon der Palaiologenzeit. 1976 ff.